# 好畤縣
好畤縣，中国旧县名，縣城旧址在陕西省咸阳市永寿县好畤河村。秦时置好畤县，隶属于右扶风；后汉沿袭其制，后省之；晋元康年间复置，后魏时定为扶风郡治所，又析置漠西县，隶属于武功郡；北周废扶风郡，省好畤县入漠西县；隋开皇十七年（公元597年）置上宜县，十八年（公元598年）改漠西县为好畤县，大业三年（公元607年）又省好畤县入上宜县，同属京兆郡；唐武德二年（公元619年）复置好畤县，隶属于雍州，三年（公元620年）又以好畤县属稷州，贞观元年（公元627年）复还属雍州，八年（公元634年）省上宜县入岐阳县，二十一年（公元647年）废好畤县，又分岐阳县置上宜县，又改名为好畤县；文明元年（公元684年）分醴泉县、好畤县二县地置奉天县；天授二年（公元691年），二县并属稷州；大足元年（公元701年）还属雍州；乾宁（894年）初，奉天县设乾州，好畤县遂隶其下，五代之时，仍循其制。宋熙宁五年（公元1072年），乾州废，奉天县归京兆府，好畤县则隶鳯翔府。政和七年（公元1117年），复于奉天县地置醴州。八年，醴州改隶环庆路，好畤县亦归其下。金天徳三年（公元1151年），醴州再改为乾州，隶京兆府路。元至元元年（公元1264年），奉天县并入乾州。五年，好畤县亦并入乾州，皆隶奉元路。